# Zuolong salleei
Lo zuolong (Zuolong salleei) è un dinosauro carnivoro appartenente ai celurosauri. Visse all'inizio del Giurassico superiore (Oxfordiano, circa 165 milioni di anni fa) e i suoi resti sono stati ritrovati in Cina. È considerato uno dei celurosauri più primitivi. 

## Descrizione
Questo dinosauro è conosciuto per uno scheletro parziale comprendente un cranio incompleto, ritrovato nella regione autonoma dello Xinjiang in Cina. L'esemplare completo, in vita, doveva misurare poco più di tre metri di lunghezza e pesare circa 35 chilogrammi; l'analisi delle ossa ha permesso agli studiosi di riconoscere l'olotipo come un esemplare subadulto, non completamente cresciuto. Si suppone quindi che un esemplare adulto fosse di dimensioni maggiori. 
Come molti celurosauri basali, Zuolong possedeva un collo piuttosto lungo e snello, un cranio allungato e orbite relativamente grandi; gli arti anteriori erano abbastanza lunghi e dotati di artigli ricurvi. Gli arti posteriori erano snelli, lunghi e potenti. In generale, l'aspetto di questo animale non doveva essere troppo dissimile da quello dei celurosauri compsognatidi, ma la struttura corporea era un po' più robusta.

## Classificazione
I resti fossili di Zuolong sono stati descritti per la prima volta nel 2010 e provengono dalla formazione Shishugou superiore nei pressi di Wucaiwan; furono scoperti nel 2001.
L'esemplare venne annunciato alla scienza l'anno successivo (Clark et al., 2002) ma solo nel 2008 venne descritto in dettaglio come uno dei più basali (primitivi) fra i celurosauri. Nel 2010 venne poi denominato e le analisi effettuate determinarono che Zuolong era il più basale fra i celurosauri, il grande gruppo di dinosauri teropodi che comprende anche Tyrannosaurus, Velociraptor e gli uccelli. Zuolong possiede molte caratteristiche da celurosauro, riscontrabili in numerosi taxa basali di gruppi successivi, e altre caratteristiche più primitive (plesiomorfiche). È possibile che Zuolong fosse strettamente imparentato con Tugulusaurus, un altro celurosuaro primitivo della Cina, vissuto però molti milioni di anni dopo.

## Significato del nome
Il nome generico significa "drago di Zuo" e onora il generale Zuo Zongtang, che permise l'annessione della regione dello Xinjiang alla Cina nel XIX secolo. L'epiteto specifico, salleei, è in onore di Hilmar Sallee, il cui legato aiutò a finanziare la ricerca di Zuolong.